# 運輸史

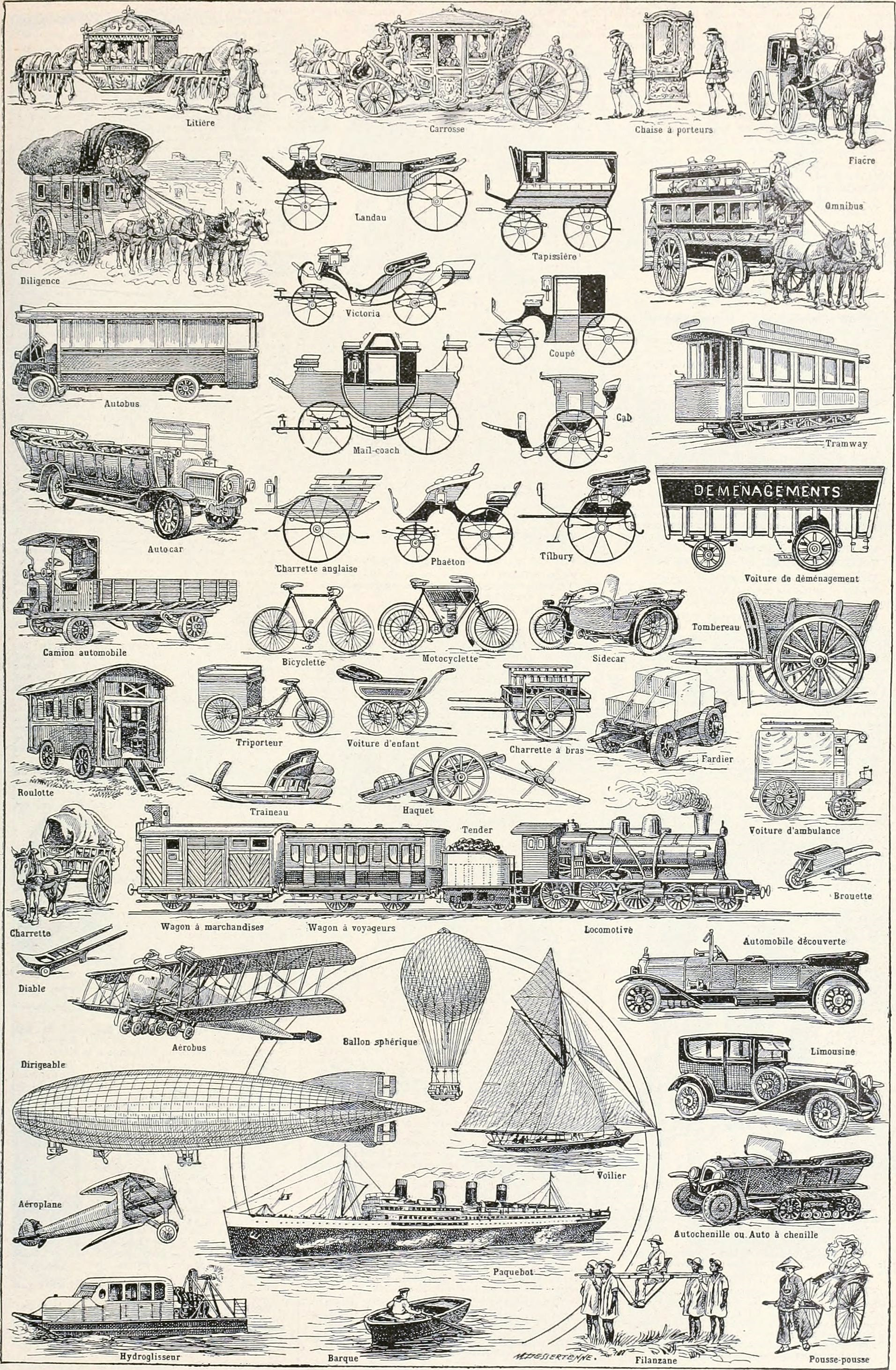

運輸歷史隨著人類的文化而有所進展。在舊石器時代時長距離的步行軌跡發展成了貿易路線。而對大部分的人類歷史來說除了步行以外僅剩的運輸形式便是使用家畜或是靠小舟運輸。
運輸史大半與科技革新有關。科技上的進步讓人們能旅行得更遠，探索更多的地區，以及擴展其影響力到越來越大的區域。即使在古代，像是滑雪橇和雪鞋等腳的包裹物之類的新工具亦延長了人類能旅行的距離。由於靠著新發明與發現來解決運輸問題，旅行時間減少了，然而移動更多更大負載物的能力卻提升了。今天革新依舊持續著，而運輸的研究者也努力找出新方法以減少成本和增進運輸效率。

## 道路運輸
第一批的陸上小徑是被攜帶著貨物的人類所創造的，而且常常跟隨著獵物的蹤跡。小徑很自然地會在高交通密度的點上被創造。當動物被馴養後，馬、牛以及驢子便成為了創造小徑的要素之一。而隨著貿易成長，小徑便常會被弄平或擴寬以容納動物的交通量。之後，畜力雪橇這種用來拉行、可裝載貨物的框架便被開發出來。而獸力拉動的車輛則在前4千年或前5千年時於古代近東的蘇美文明被開發出來，並在前4千年時傳播到歐洲與印度，於大約前1200年時傳到中國。而由於古羅馬人要擴張與維持他們的羅馬帝國，所以對良好的道路有顯著的需求，並因而發展羅馬驛道。
在中世紀的伊斯蘭世界，許多道路被建築貫穿整個阿拉伯帝國。而伊拉克的巴格達的道路是最精密的那些，它們是在8世紀時用焦油所鋪的。焦油是從該地區的油田取出的石油經由干馏所分離的。
在工業革命時，約翰·勞敦·麥克亞當設計了第一批現代公路。這些公路使用便宜的泥土和石材這些鋪面材料（碎石路），而且還有築起高出周圍地面數英尺的圍堤護住道路以讓水被排離表面。而隨著汽車運輸的發展，便有了對硬頂道路逐漸增加的需求以減少在城市與鄉村道路上的土石滑動、陷入泥沼及塵土飛揚的情形。最初是使用鵝卵石和木材來鋪在西方的主要城市裡，而到了20世紀早期，柏油路與水泥路延伸到了鄉間。
現代的道路運輸史也包含了各種新車輛的發展，例如馬車、自行車、汽車、貨車與電力車。

## 海上運輸

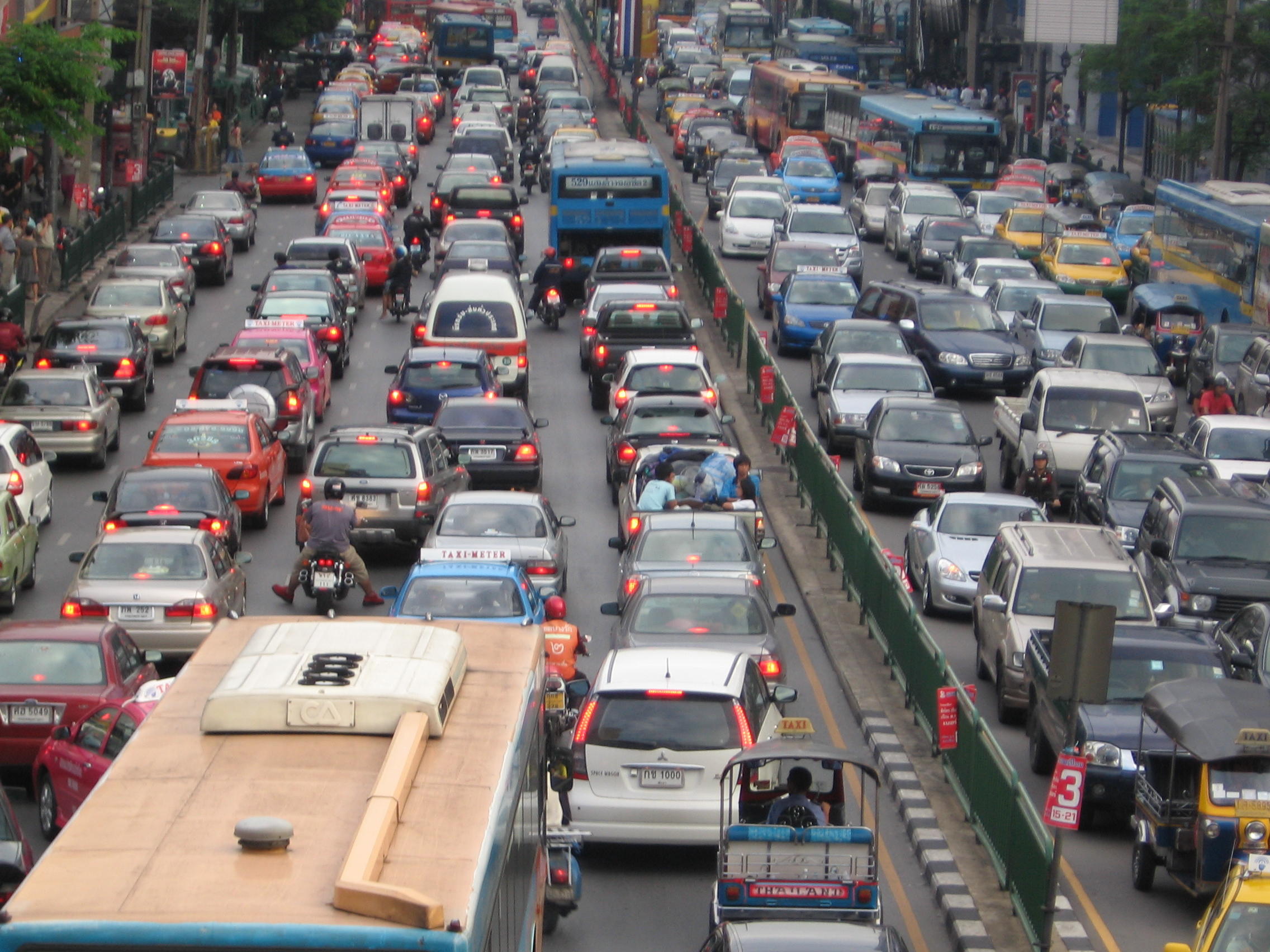
曼谷一條擠滿了車輛的忙碌街道。當地球人口增加時，交通擁塞也更嚴重了。

在石器發展出來以讓人能在河川上航行並遠離河岸邊進行漁撈。距今約4萬年到4萬5千年前，人們便乘著船抵達了澳洲，不過對於當時的船隻是否適合進行這種意義重大的海上航行仍有爭議。而隨著文明的發展，更大的船艦也因為貿易與戰爭而被開發。在地中海，槳帆船約在前3千年時被開發出來。而槳帆船最終被遠洋航行的帆船所取代，例如13世紀的阿拉伯卡拉維爾帆船、15世紀初期中國的寶船以及在15世紀晚期的地中海戰爭者軍艦。到了工業革命，第一批蒸汽船與近代的柴油動力船隻被開發出來。而最終開發出了主要用於軍事用途的潛艇。
在此同時，特化的船隻也為了河川與運河運輸的原因而被開發出來。運河約在前4千年便在美索不達米亞被開發出來。巴基斯坦與印度北部的印度河流域文明（約始自前2600年）有世上第一個運河灌溉系統。中國的大運河則是古代最長的運河。由隋煬帝下令建造的它有1794公里長，從北京延伸到杭州。其建築計畫始於605年，雖然這個運河最古老的部分在約在前486年就已經存在了。而在中世紀歐洲的威尼斯與尼德蘭亦發展出了運河。皮埃爾-保羅·德里凱在1665年開始設計240公里長的米迪運河，並在1681年完工開放使用。到了工業革命時，在英國與後來修築鐵路之前的美國建造了內陸運河。特化的船隻也因為捕漁和捕鯨而被開發出來。
航運史也與航海、海洋學、地圖學和水文地理學的發展有關。

## 鐵路運輸
鐵路運輸的歷史可回溯至約五百年前，並包含了人力或馬力系統以及木軌(偶爾會有石軌)的時代在內。這種使用凸緣輪車跑在軌道上的運輸方法通常用來將從礦坑採出來的煤礦運送至河川，在那裡改由船隻運輸。在1760年代開始使用鑄鐵板做為軌道，而產生了凸緣是軌道一部份的板軌系統。然而隨著鍛鐵軌道的引進，板軌便被淘汰了。
現代的鐵路運輸系統是在1820年代於英國第一次出現。該系統使用了蒸汽機車，是第一個機械化陸上運輸的實用形式，在此後一百年內也是機械化陸上運輸的主要形式。
鐵路運輸史也包含了城軌系統史與單軌鐵路史在內。

## 空中運輸
人性對飛行的渴望似乎從人類第一次觀察到鳥類時就開始了，這可從希臘神話裡代達羅斯與其子伊卡洛斯的傳說故事與印度神話裡的維摩那上看到實例。許多早期的研究專注在模仿鳥類，但經由試錯的過程，氣球、飛艇、滑翔機與強而有力的飛機以及其他種類的飛行機械終被發明了出來。
風箏是人造飛行物體的第一種形式，早期紀錄顯式風箏的存在可追溯至公元前200年左右的中國。李奧納多·達文西的飛行夢表現在他的一些設計之中，但他並未把這些設計確實建造出來以試著論證飛行可行性。 
在17與18世紀期間，當時的科學家開始分析地球的大氣，像是氫等氣體被發現並且在後來導致了氫氣球的發明。同一時期的物理學家在力學上發表的各種理論，如著名的流體動力學與牛頓運動定律等奠定了現代空氣動力學的基礎。充滿了熱空氣且被拴著的氣球被用於19世紀前半並被發現在一些中世紀戰爭有重要活動，例如在南北戰爭中的彼得斯堡圍城戰，這類氣球便用來觀測戰況。
除了依靠薄弱證據與需要闡釋的古代與中世紀記錄裡一些零散的參考文獻外，最早可明確辨認的人類飛行發生在1783年的巴黎。當時讓-弗朗索瓦·皮拉特爾·德羅齊埃與弗朗索瓦‧洛朗‧達爾郎侯爵乘著由孟格菲兄弟發明的熱氣球上升到離地面8公里遠的高度。而萊特兄弟則在1903年12月17日造出了第一架被確認的可操控具動力且比空氣重的飛行物，也就是他們革命性的飛機「萊特飛行器」。
第二次世界大戰時在飛機發展與製造的進程上有著劇烈的增長。所有參戰國家都加快了飛機和以飛機為基礎的武器投遞系統的發展與製造，其成果則像是第一架遠程轟炸機的誕生。
而在戰爭結束之後，由於可轉為商用飛機的B-29與蘭開斯特等重型、超級重型轟炸機機身供過於需，而促進了主要是利用非軍事飛機來運送人與貨物的商業性航空快速成長。第一條商用噴射機航線是由英國德哈維蘭彗星型客機所飛行，標誌了噴射機時代這個較為便宜快速的國際旅遊之時期的開始。
在21世紀的開始，超音速軍用飛機製造業著重在排除飛行員，較偏好遠距操控或全自動的飛行器，而一些無人航空載具已經開發完成。在2001年4月無人飛機RQ-4全球鷹偵察機從美國愛德華空軍基地不停靠且未再補充燃料地飛往澳洲，而這趟由無人機進行的航程最長之點對點飛行共耗費23小時又23分鐘。在2003年10月，第一趟全自動穿越大西洋的飛行由一臺電腦控制的原型機所完成。而在21世紀空中旅行的主要干擾包括美國在九一一襲擊事件後的空域封閉，以及2010年冰島火山爆發後北歐空域的封閉。

## 航太
航太實際化的夢想可追溯到康斯坦丁·齊奧爾科夫斯基身上，然而由於他用俄文書寫，所以在俄羅斯外沒有廣泛的影響。航太變得在工程上具可行性乃是由於羅伯特·戈達德在1919年出版的文章〈探索極高處之方法〉(A Method of Reaching Extreme Altitudes)。在該文中他將拉伐爾噴管應用在液體燃料火箭上而給予了足夠的動力，使得行星間的航行變成可能。這篇文章對赫爾曼·奧伯特與華納·馮·布勞恩這兩位接下來在航太領域扮演關鍵角色的人物重大的影響。
第一次的人類太空航行是由蘇聯太空計劃的東方一號任務在1961年所完成。這項任務幕後的首席設計師是謝爾蓋·帕夫洛維奇·科羅廖夫與克里姆·阿利耶維奇·克里莫夫，他們讓尤里·加加林成為第一位太空人。在太空竞赛的背景下，1961年5月5日，美国发射了亚轨道"自由7号"任务，载有其第一位宇航员艾伦·谢泼德。与加加林不同的是，谢泼德手动控制了飞船的姿态，并在飞船内着陆，因此，根据以前国际宇航联合会的定义，他的任务是第一次完整的人类太空飞行。
克里莫夫之後繼續讓第一批太空鴨（參見Kosmos 186 and Kosmos 188）在1967年升空，也讓第一批太空站（禮炮計畫和和平號太空站）從1971年到1991年陸續升空。第一個前往月球的航太計畫是由美國國家航空暨太空總署1969年的阿波羅11號任務所完成，而尼爾·阿姆斯壯和伯茲·艾德林則成了第一批登月的太空人。

## 延伸閱讀
- Casson, Lionel. 1984. Ancient Trade and Society. Detroit: Wayne State University Press.
- Creveld van, Martin, 1977. Supplying War: Logistics from Wallenstein to Patton. Cambridge: Cambridge University Press.
- Farooque, Abdul K.M. 1977. Roads and Communications in Mughal India. Delhi: Idarah-I Adabiyat-I Delli.